# Ley de las presiones parciales

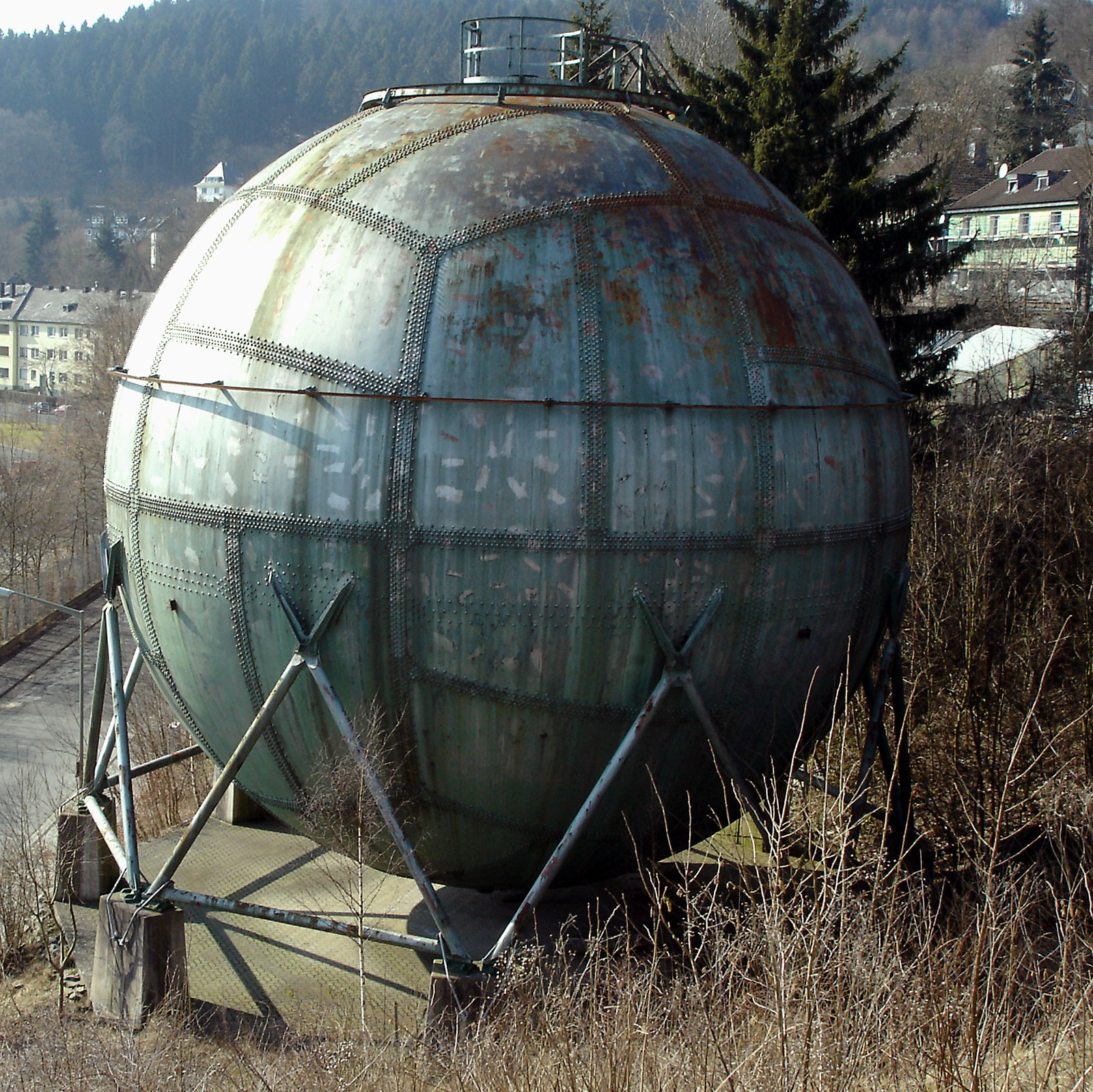
Contenedor esférico de gas.

La ley de las presiones parciales (conocida también como ley de Dalton) escrito en el año 1802 por el físico, químico y matemático británico John Dalton. Establece que la presión de una mezcla de gases, que no reaccionan químicamente, es igual a la suma de las presiones parciales que ejercería cada uno de ellos si sólo uno ocupase todo el volumen de la mezcla, sin variar la temperatura. La ley de Dalton es muy útil cuando deseamos determinar la presión total de una mezcla

## Definición formal
La ley de las presiones parciales de Dalton se expresa básicamente con el siguiente enunciado: 
| La presión total de una mezcla es igual a la suma de las presiones parciales de sus componentes. |

Esto significa que la presión total p se puede expresar tal que

{\displaystyle p=\sum _{i=1}^{n}{p_{i}}=p_{1}+p_{2}+...+p_{n}}

Donde {\displaystyle p_{i}} representa la presión parcial del i-ésimo componente en la mezcla. Se asume que los gases no tienen reacciones químicas entre ellos, el caso más ideal es con gases nobles. 

{\displaystyle \ p_{i}=y_{i}\cdot p}

donde {\displaystyle y_{i}} es la fracción molar del i-ésimo componente de la mezcla gaseosa de n componentes.

## Concepto mediante gases ideales
Cuando Dalton formuló por primera vez su teoría atómica, la teoría acerca de la vaporización del agua y del comportamiento de las mezclas gaseosas estaba poco elaborada. A partir de sus mediciones dedujo que dos gases son una mezcla y que actuaban de una manera mutuamente independiente.
Por ejemplo, si se colocan tres gases distintos en un recipiente de determinado volumen (V), se puede considerar que cada uno de estos gases ocupará todo el volumen del recipiente, es decir, conformará el volumen del recipiente y tendrán la misma temperatura.
Si estudiáramos cada uno de estos gases en formas separadas, la contribución a la presión de cada componente esta directamente relacionada con el número de moles del componente y de los choques que tienen las moléculas con las paredes del recipiente. Dado que cada componente tiene el mismo volumen y la misma temperatura, la diferencia de las presiones que ejercen los tres distintos gases se deberán a los distintos números de moles.
Entonces la presión que ejerce un componente determinado de una mezcla de gases se llama presión parcial del componente. Las presiones parciales se calculan aplicando la ley de los gases ideales a cada componente. Así la presión parcial pi para un componente consiste en ni moles a la temperatura T en el volumen V, siendo R la constante universal de los gases ideales, viene dada por la expresión:
{\displaystyle p_{i}={\frac {n_{i}RT}{V}}}
Se puede calcular la presión parcial de cada componente, si se conoce el número de moles de cada uno de los gases que se encuentran en la mezcla encerrada en un volumen determinado y a una temperatura dada. Debido a que las partículas de cada gas componente se conducen de una forma diferente, la presión total que ejerza la mezcla será el resultado de todas las partículas.
Se establece que la presión total de una mezcla de gases es igual a la suma de las presiones parciales de los gases individuales. Así pues:

{\displaystyle p=\sum _{i=1}^{n}p_{i}={\frac {RT}{V}}\sum _{i=1}^{n}n_{i}}

siendo {\displaystyle R} la constante de los gases ideales, {\displaystyle T} la temperatura, {\displaystyle V} el volumen y {\displaystyle n_{i}} el número de moles del componente i de la mezcla. El número de moles de un componente de la mezcla {\displaystyle n_{i}} se define como el cociente entre la masa {\displaystyle m_{i}} de dicho componente y su masa molar {\displaystyle M_{i}}. En general, para una mezcla, el número de moles total {\displaystyle n} se puede obtener de la siguiente ecuación:

{\displaystyle n=\sum _{i=1}^{n}n_{i}=\sum _{i=1}^{n}{\frac {m_{i}}{M_{i}}}}